# 米国科学アカデミー賞神経科学部門
米国科学アカデミー賞神経科学部門(NAS Award in the Neurosciences)は米国科学アカデミー(NAS)の神経科学の賞。卓越した業績を挙げたアメリカ合衆国の研究者に授与される。。

## 受賞者
- 2025年 Liqun Luo
- 2022年 Nancy Kanwisher
- 2019年 Eve Marder
- 2016年 Mortimer Mishkin
- 2013年 ソロモン・スナイダー
- 2010年 Roger A. Nicoll
- 2007年 ジャン＝ピエール・シャンジュー
- 2004年 ブレンダ・ミルナー
- 2001年 シーモア・ベンザー
- 1998年 ヴァーノン・マウントキャスル
- 1994年 Walle J. H. Nauta
- 1991年 ポール・グリーンガード
- 1988年 Seymour S. Kety, Louis Sokoloff

## 参照
- NAS Award in Chemical Sciences